# IM Motors
IM Motors (chinois : 智己汽车, Zhiji Motors) est une coentreprise de véhicules électriques entre le constructeur automobile chinois SAIC Motor et les sociétés de technologie chinoises Zhangjiang Hi-Tech et Alibaba Group.

## Étymologie
Le nom anglais de la société IM signifie « Intelligence in Motion ». Son nom chinois est Zhiji Motors (智己汽车).

## Histoire
La coentreprise IM Motors entre SAIC Motor, Alibaba Group et Zhangjiang Hi-Tech a été créée en décembre 2020, et un rendu 3D de la prochaine berline de la société, visant à concurrencer la Tesla Model S, est présenté plus tard en janvier 2021,. Industrie en plein essor en Chine, les véhicules dits à énergie renouvelable se distinguent par leurs systèmes d'entraînement très performants et très puissants.
En avril 2021, lors du salon Auto Shanghai, IM Motors a présenté trois véhicules : le prototype de voiture de direction électrique L7, ainsi que deux concepts, le SUV de taille moyenne LS7 et l'Airo conçu par le designer anglais Thomas Heatherwick.
En juillet 2023, Audi et SAIC Group ont annoncé leur partenariat selon lequel la plate-forme EV d'IM Motors sera introduite dans les modèles électriques d'Audi.

## Modèles

### Modèles actuels
- IM L7 (2022-présent), berline pleine grandeur

- IM LS7 (2023-présent), intermédiaire SUV
- IM LS6 (2023-présent), intermédiaire SUV
- IM L5 (2025 : à commencer), compacte berline

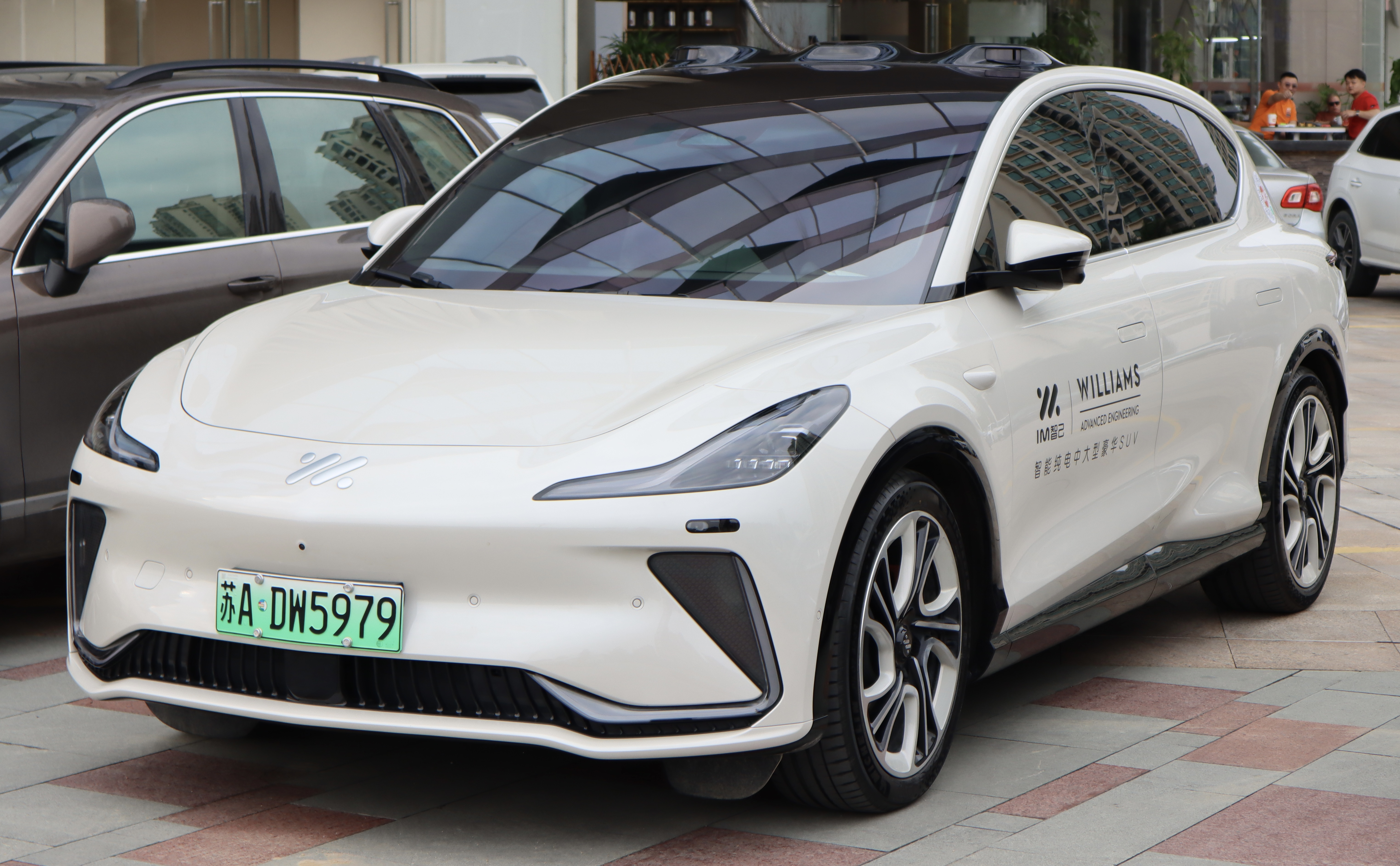
IM LS7
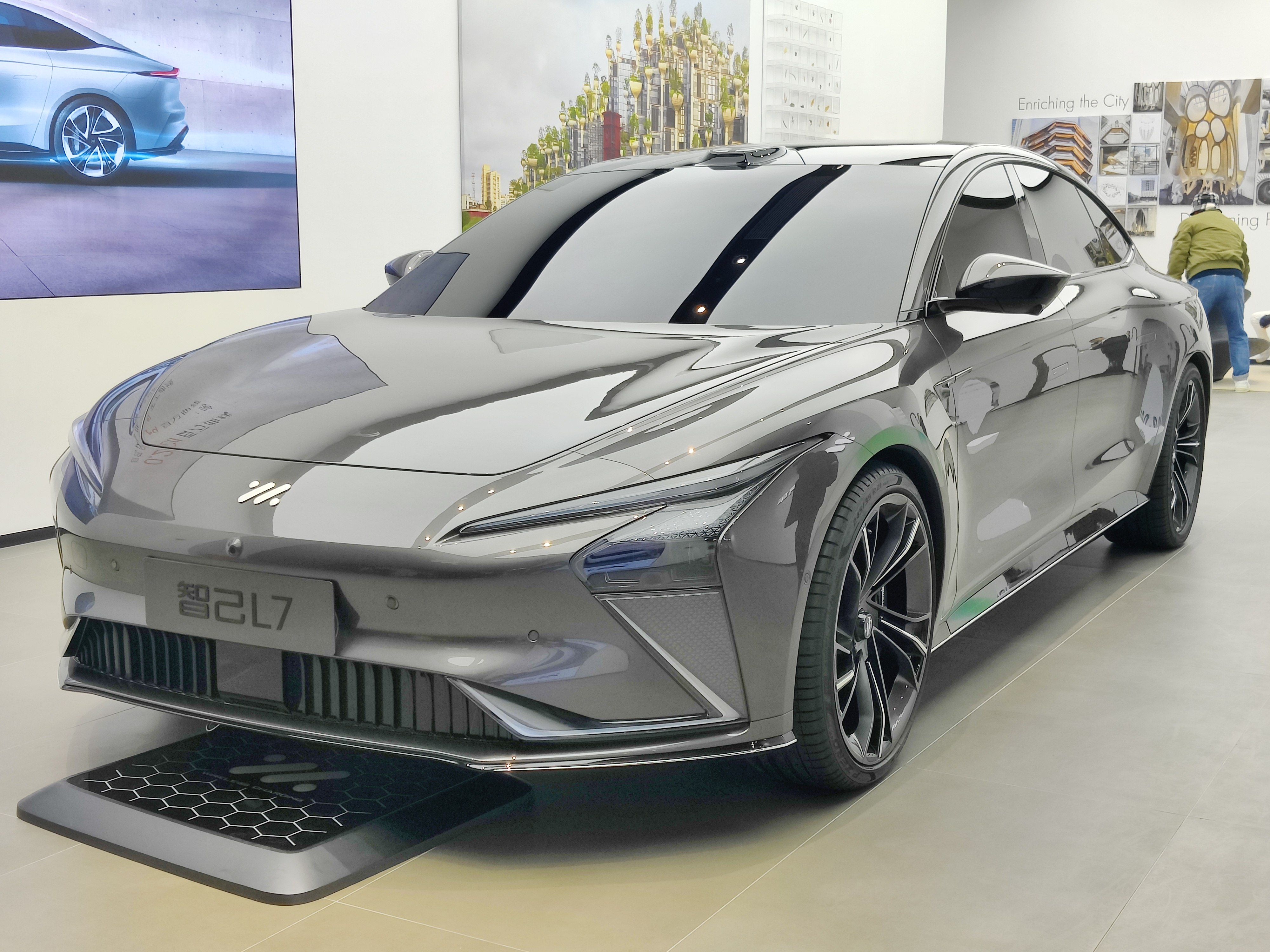
IM L7
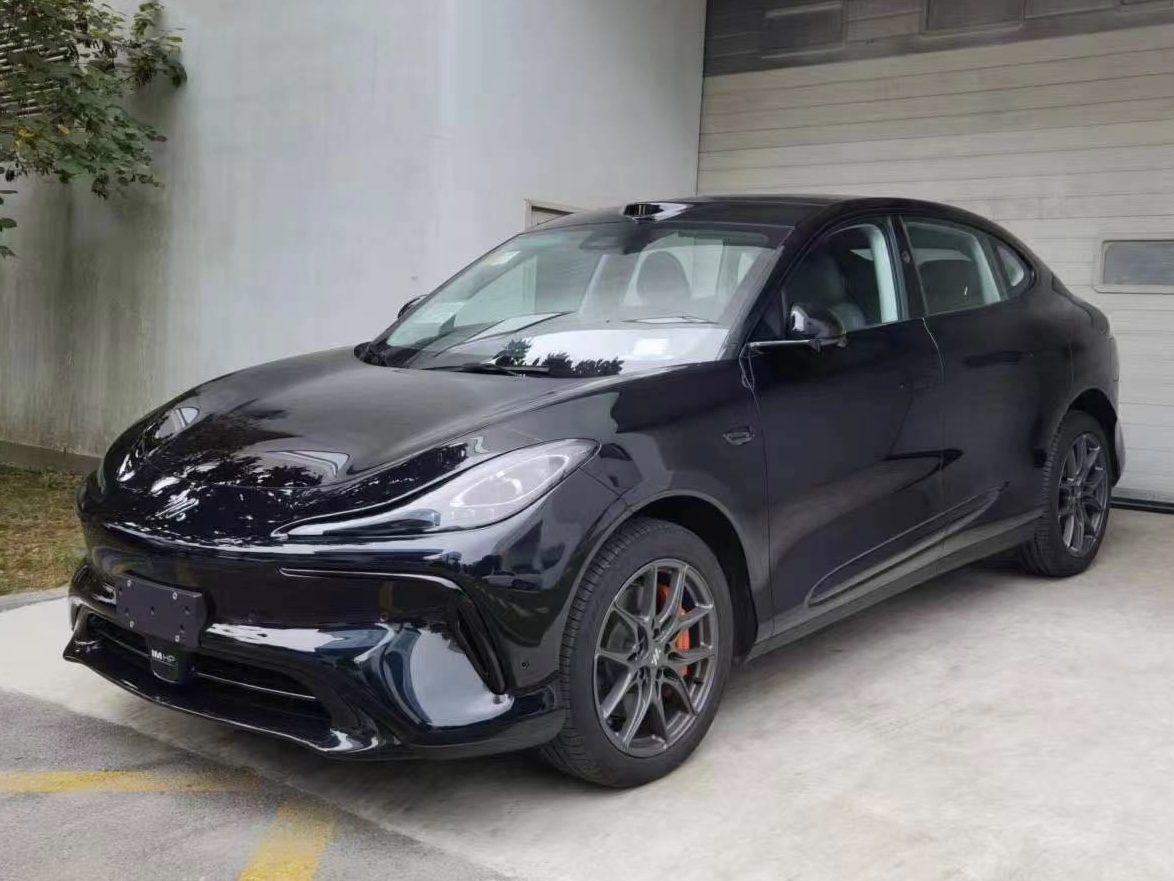
IM LS6

### Véhicules conceptuels
IM Motors a dévoilé les concept-cars suivants:

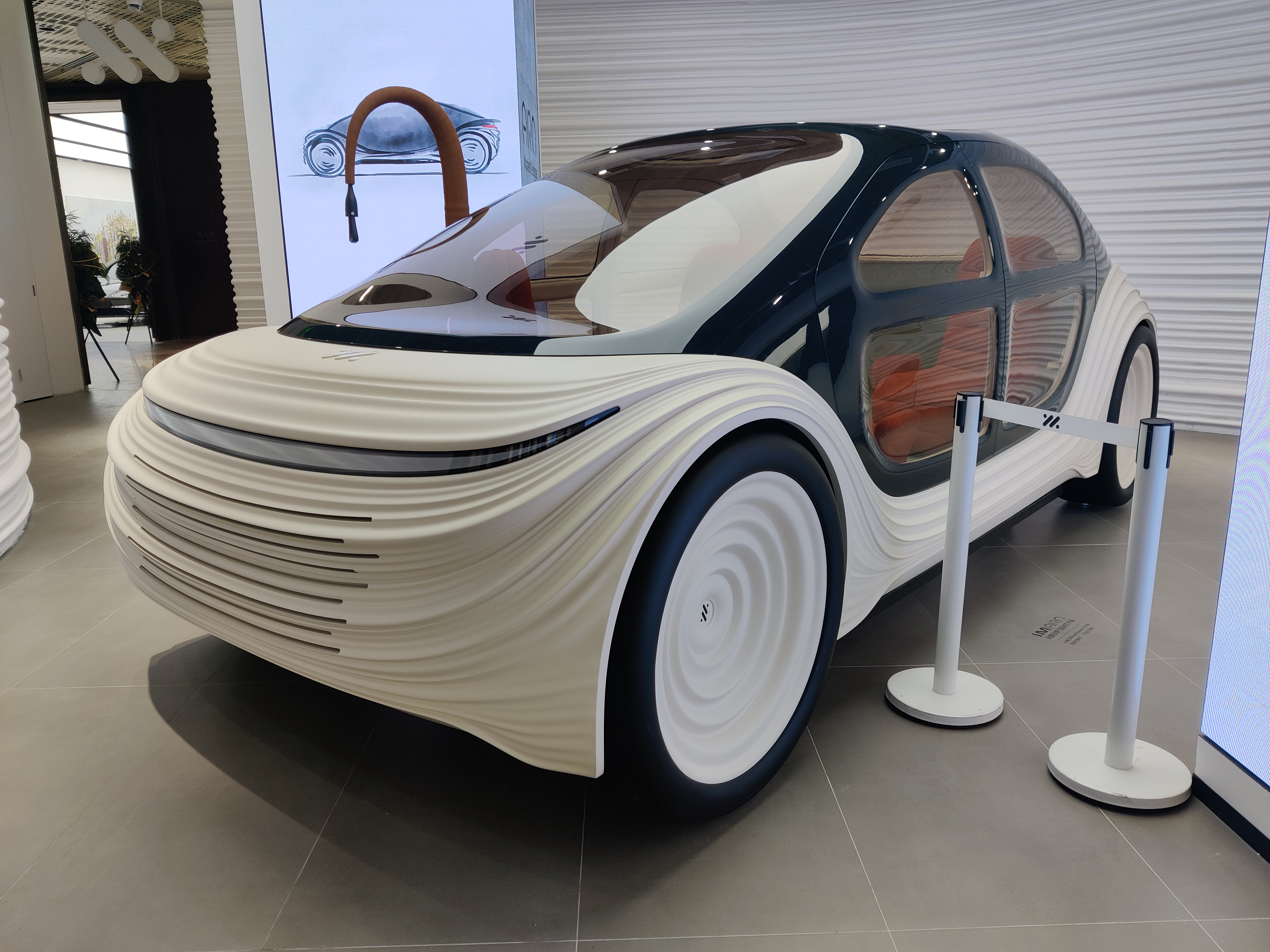
Airo (2021, Shanghai), un concept car 4 portes conçu par Heatherwick Studio.
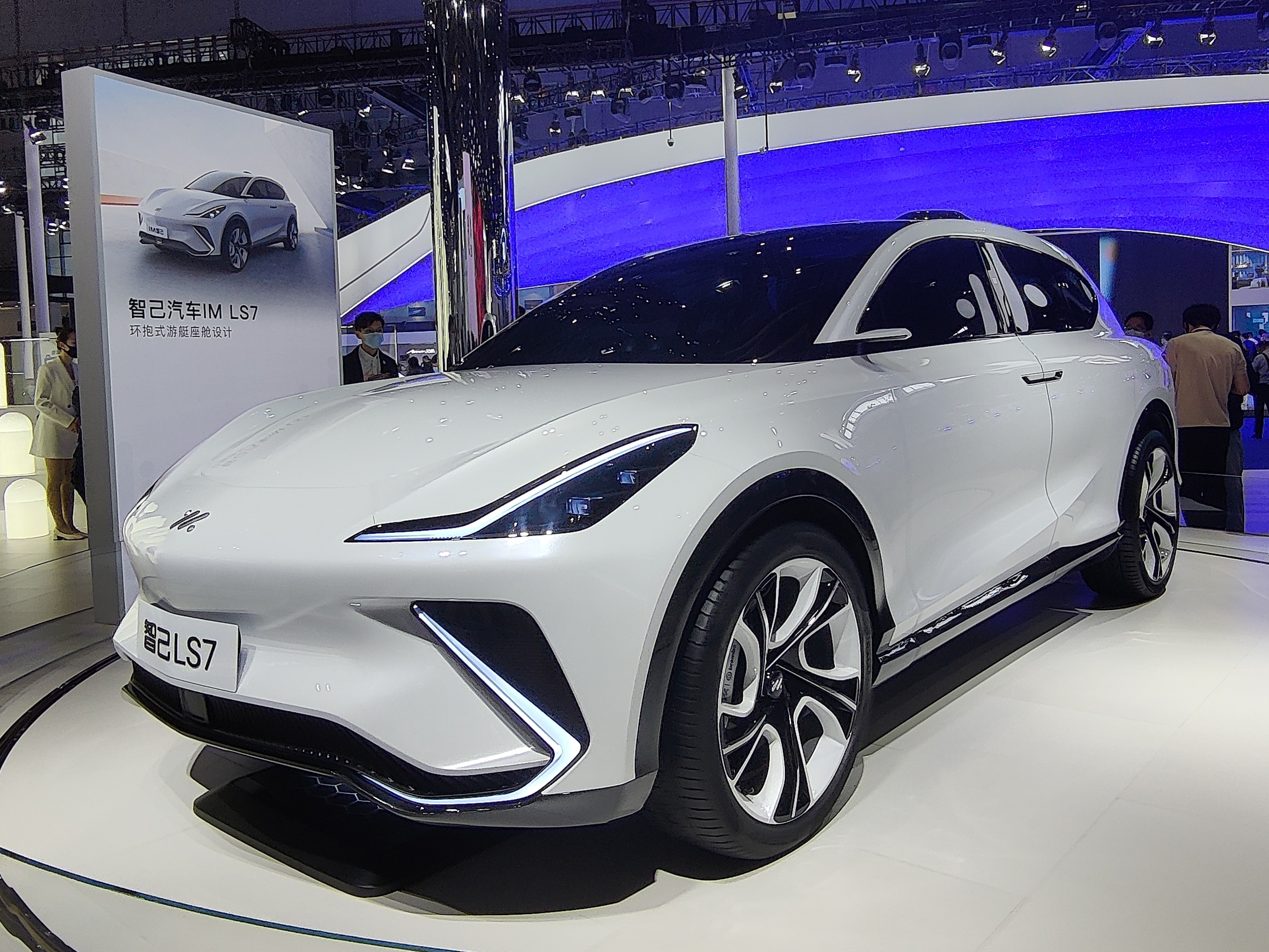
LS7 (2021, Shanghai), un concept de taille moyenne SUV présentant un aperçu d'un modèle à venir.  - IM Airo Concept
  - IM LS7 Concept